# Saint Ignace de Loyola et saint François-Xavier
Saint Ignace de Loyola et saint François-Xavier est une huile sur toile du peintre génois Giovanni Gaulli, dit Baciccio. Cette esquisse de décor, réalisée au XVIIe siècle, est actuellement conservée au musée des Augustins à Toulouse.

## Description
Sur ce tableau sont représentés deux saint jésuites: saint Ignace de Loyola, fondateur spirituel de l'ordre, et saint François-Xavier, son missionnaire. Au premier plan, Saint Ignace se tient debout, à gauche de la composition, et semble tendre un crucifix à saint François-Xavier, agenouillé à droite de la composition. Cette scène, représentant la dernière rencontre des deux saints avant le départ de saint François-Xavier en Extrême-Orient, se déroule dans un couvent.
Au second plan, on aperçoit une chaise au centre de la composition, tandis qu'un groupe de moines entassés dans l'embrasure de la porte est représenté tout à droite du tableau. Ces derniers semblent se précipiter afin de pouvoir assister et être témoins de cette sainte rencontre.

## Historique de l'œuvre
Le tableau fut l'objet d'un don au musée des Augustins en avril 1864 par M.B Fournalès, un donateur particulier. Le tableau est aujourd'hui encore propriété de la commune.

## Contexte
Giovanni Gaulli, dit Baciccio, peintre génois, migre à Rome dès 1657 afin de parfaire sa formation artistique, et y restera tout le reste de sa carrière. C'est à Rome qu'il fut introduit par le Bernin, ami, protecteur et maître, auprès de la cour pontificale en tant que portraitiste et fresquiste. Baciccio réalisa alors de nombreux décors d'églises tels que La Vierge à l'Enfant entre saint Roch et saint Antoine abbé à San Rocco dans les années 1660, ou bien encore la célèbre voute du Gesù entre 1672 et 1677.
Son tableau de Saint Ignace de Loyola et saint François-Xavier, conservé au musée des Augustins, témoigne du talent de l’artiste ainsi que de la grande hétérogénéité de son ouvrage. En effet, à son arrivée au sein de la collection en 1864, le tableau est rentré sous le nom d’un anonyme espagnol. Mais, bien que la patte de l’artiste ne soit pas évidente à déceler au premier regard, le tableau fut tout de même attribué à Gaulli par Arnauld Brejon de Lavergné avant d’être reconnu par les spécialistes de l’artiste et de la période.

## Analyse
D’après les inventaires publiés par Fagiolo dell’Arco, critique d’art italien, et Pantanella, il existe à ce jour deux esquisses réalisées par l’artiste représentant le même sujet. La première serait un S. Ignazio che spedisce S.Fran.co Saverio ayant appartenu au fils de l’artiste, Giulio Gaulli; et la deuxième esquisse, de dimensions différentes, aurait appartenue à Caterina Gaulli Miloni, une fille de l’artiste. Stylistiquement parlant, le tableau se rapprocherait davantage d’esquisses réalisées par l’artiste entre 1675 et 1685, d’après Enggass, telle que l’Adoration de la croix de Deruta, l’Ange gardien de la collection Morgen de Detroit, ou bien encore le Saint Ignace en gloire de la Galleria nazionale de Rome.
Ce tableau, esquisse d’un décor non identifié, semble véritablement représenter le dernier moment passé entre les deux saints avant que saint François-Xavier ne parte pour l’Extrême Orient, où il devait mourir. La nudité, l’austérité des murs du couvent, ainsi que la chaise au second plan contrastent avec la brillance des halos lumineux des saints, magnifiant la scène. Les jeux de couleurs sur les tuniques des deux saints trahissent le génie du peintre et coloriste génois. Cette scène typiquement jésuite, mettant en scène le fondateur spirituel de l’ordre avec son missionnaire, est un témoignage de la peinture baroque romaine et s’intègre parfaitement dans un ensemble du musée de Bozzetti datant des XVIIe et XVIIIe siècles.

### Marques et inscriptions
Sur le revers du cadre à droite: Fournalès; et en bas à gauche: 617 (?).

## Restaurations
Un rentoilage du tableau fut réalisé en 1979 par Joyerot; et la couche picturale fut restaurée en même temps, entre 1979 et 1980, par Carli.